# Josephine Abaijah
Josephine Abaijah, född 1940, var en papuansk politiker.
Hon blev 1971 den första kvinna som valdes till sitt lands parlament. 